# Tàu anh qua núi
Tàu anh qua núi là một bài hát của nhạc sĩ Phan Lạc Hoa. Bài hát gắn liền với tiếng hát của Nghệ sĩ nhân dân Thanh Hoa.

## Hoàn cảnh sáng tác

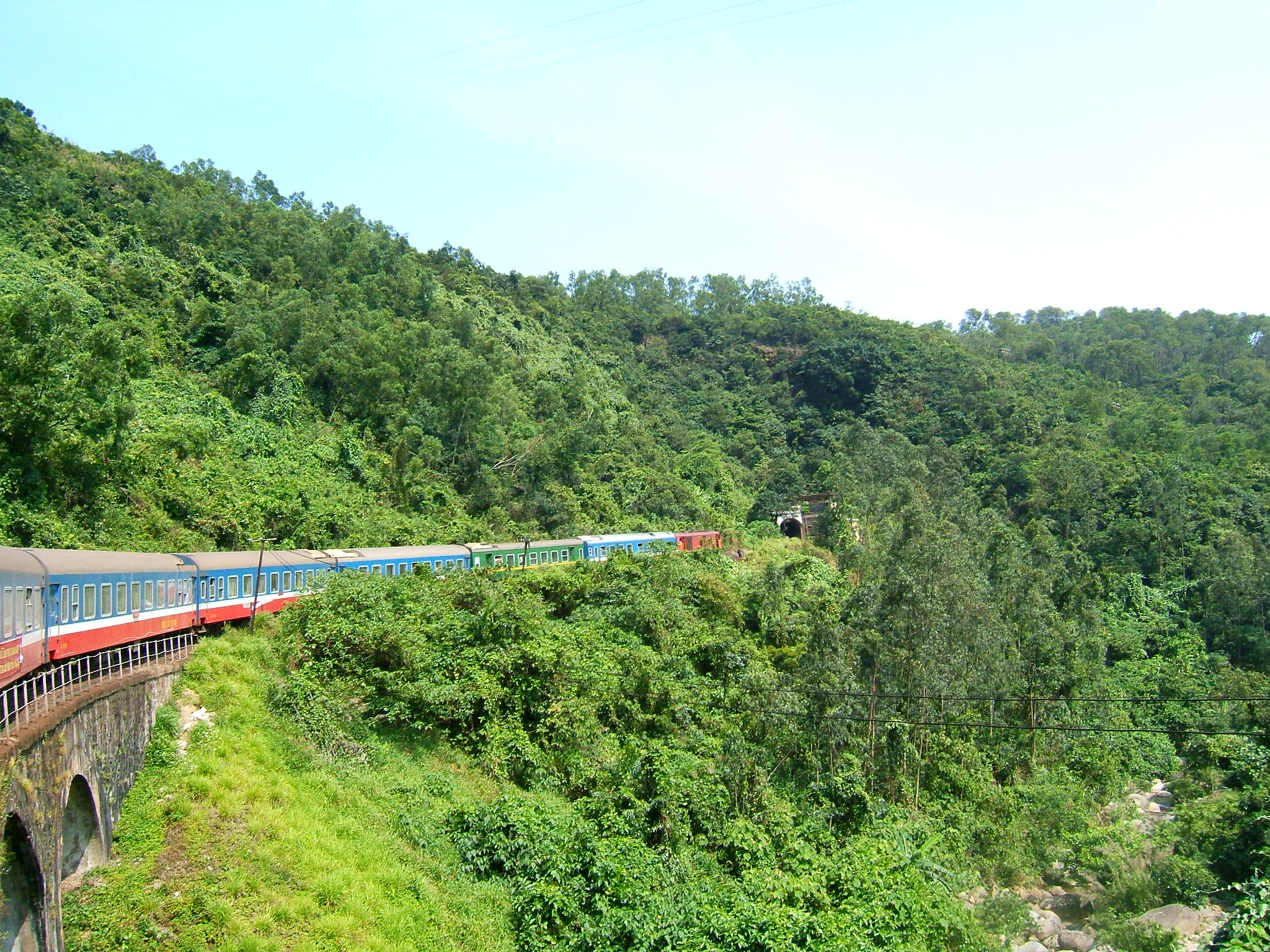
Đèo Hải Vân

Theo lời kể của Nghệ sĩ Nhân dân Thanh Hoa, vào tháng 1 năm 1977, đoàn tàu Thống Nhất nối liền chuyến Nam – Bắc đầu tiên. Bà cùng chồng là nhạc sĩ Phan Lạc Hoa ở đoàn văn công của Tổng cục đường sắt nên đi theo chuyến tàu này để hát. Thời điểm đó đi tàu rất vất vả, cứ hết một ga lại phải đợi đến 3, 4 tiếng mới được đi tiếp. Khi đi đến đèo Hải Vân thì người trưởng tàu tên là Quý kéo một hồi còi rất dài rồi cho dừng tàu, Quý rủ nhạc sĩ Phan Lạc Hoa xuống đi đâu đó nhưng lúc đi về, bà thấy cả hai người mắt đỏ hoe. Khi Thanh Hoa hỏi lí do thì anh Quý bảo người yêu anh ấy đã ngã xuống ở đây khi gỡ mìn để nối đường ray. Do đó mỗi lần qua đèo Hải Vân, anh ấy đều kéo một hồi còi để chào rồi xuống thắp cho chị một nén nhang. Sau đó, Phan Lạc Hoa sáng tác bài "Tàu anh qua núi" để tặng người trưởng tàu tên Quý. Nhạc sĩ Phan Lạc Hoa đã đàn thử cho Thanh Hoa xem giai điệu của ca khúc có nghe được không. Đến 8 giờ sáng hôm sau, ca khúc chính thức được hoàn thành.

## Biểu diễn
Tàu anh qua núi được Nghệ sĩ Nhân dân Thanh Hoa thể hiện lần đầu tiên ngay khi ca khúc vừa sáng tác. Đây một trong những ca khúc gắn liền với tiếng hát của Thanh Hoa. Bài hát còn được một số ca sĩ thể hiện như Anh Thơ, Trọng Tấn, Thu Minh, Trong đêm thi thứ 3 của chương trình Gương mặt thân quen (2016), Hòa Minzy đã hóa thân thành Nghệ sĩ Nhân dân Thanh Hoa và chọn bài hát "Tàu anh qua núi" để biểu diễn. Tiết mục nhận được lời khen từ ban giám khảo và giúp Hòa Minzy đoạt giải Nhất tuần. Năm 2019, tại cuộc thi Hoa hậu Trái Đất, Hoàng Hạnh đại diện Việt Nam đã thể hiện "Tàu anh qua núi". Tuy nhiên phần thể hiện của cô đã gặp phải sự chỉ trích từ phía khán giả và cho rằng cô đang "phá nát" bài hát.

## Đón nhận
Không chỉ được các nghệ sĩ gạo cội biểu diễn, "Tàu anh qua núi" còn được các thí sinh chọn để trình bày theo phong cách mới trong nhiều chương trình âm nhạc. Bài hát cũng được giới trẻ yêu thích và cover trong những bữa tiệc hay sum họp bạn bè.